# El Álamo (Comunidad de Madrid)
El Álamo es un municipio de España perteneciente a la Comunidad de Madrid. Tiene una población de 10 123 habitantes (2022). La villa de El Álamo limita al sur con la comunidad autónoma de Castilla-La Mancha, está situada al suroeste de la Comunidad de Madrid y se encuentra a 37 kilómetros de la capital. Su término municipal tiene 22,25 kilómetros cuadrados, linda al norte y al oeste con Navalcarnero, al este con Batres y al sur con Casarrubios del Monte, perteneciente este último a la provincia de Toledo.  Su altitud media sobre el nivel del mar es de 600 metros, alzándose los 608 metros en el casco urbano de la población.

## Historia
Las tierras que se encuentran alrededor del río Guadarrama fueron conquistadas en 1085 por el rey Alfonso VI de León, siendo expulsado el pueblo árabe por los cristianos de lo que hoy día se conoce como Villaviciosa de Odón (antes Calatalita) y la cuenca del río Alberche.
Con este asentamiento, el pueblo segoviano vio ventajas económicas en ocupar la zona sur de la sierra de Guadarrama. El territorio dónde se sitúa hoy el municipio fue incorporado dentro del sexmo de Casarrubios del Monte a la Comunidad de Villa y Tierra de segovia, estas tierras fueron repobladas por esta ciudad durante la reconquista.
El sexmo de Casarrubios del Monte se desligó de Segovia en el siglo XIV, cuando Alfonso XI de Castilla se lo entregó al noble Alfonso de la Cerda. Durante algo más de un siglo su gobierno pasará por las manos de varias familias de la nobleza castellana. En 1469 Enrique IV concede la villa de Casarrubios a su hermana la entonces, infanta Isabel, futura Reina de España. Durante su reinado, Isabel le cedió las tierras de Casarrubios a Gonzalo Chacón, como premio al servicio prestado a la Corona. Enmarcado en el señorío de Chacón, al borde del camino de Extremadura, se encontraba la Venta de Toribio Fernández Montero. Fue el propio señor quien la rebautizó con el nombre de El Álamo.
La Venta ha sido considerada durante muchos años el núcleo originario de lo que hoy es este municipio. La existencia de este establecimiento se cree ligada a la favorable situación de las tierras del actual municipio en el entramado viario de la España de la Edad Moderna. En ella confluían el Camino Real de Extremadura, importante camino de personas y mercancías; y una vereda merinera que une las Cañadas Reales Riojana y Segoviana. El 25 de abril de 1662 el municipio logró el privilegio de convertirse en villazgo, consiguiendo por primera vez su separación de Casarrubios del Monte. En el siglo XVIII vio gravemente mermada su población, que disminuyó de 635 a 250 habitantes, consecuencia de las acciones bélicas durante la Guerra de Sucesión. El siglo XIX también significará un periodo de agitación por las incursiones de las tropas francesas, primero, y más tarde por las cuadrillas de guerrilleros. La última contienda importante que afectará al municipio será la guerra civil española  (1936-1939).

## Geografía

### Sectores urbanos
Está formado por 14 sectores urbanos:
| Nombre               | Observaciones y tipología            |
| -------------------- | ------------------------------------ |
| Los Alpes            | Unifamiliar aislada o pareada        |
| El Arroyo            | Unifamiliar aislada o pareada        |
| Casco Antiguo        | Casco Antiguo                        |
| Cerro de los Morales | Unifamiliar aislada o pareada        |
| Industrial La Ermita | Naves                                |
| La Fábrica           | Unifamiliar aislada o pareada        |
| El Higueral          | Unifamiliar aislada o pareada        |
| María Luisa          | Unifamiliar aislada o pareada        |
| El Olivar            | Unifamiliar aislada o pareada        |
| El Tempranal         | Unifamiliar aislada o pareada        |
| Río Guadalix         | Unifamiliar aislada o pareada        |
| Río Sena             | Unifamiliar aislada o pareada        |
| Río Tormes           | Zona deportiva                       |
| Plaza de Toros       | Edificios no incluidos anteriormente |

## Demografía
Cuenta con una población de 10 430 habitantes (INE 2024).
| Gráfica de evolución demográfica de El Álamo entre 1842 y 2021                                                        |
| |
| Población de derecho según los censos de población del INE. Población de hecho según los censos de población del INE. |

## Comunicaciones

### Autobús
| Línea | Recorrido                                                     |
| ----- | ------------------------------------------------------------- |
| 529   | Móstoles (Hospital Rey Juan Carlos) - Navalcarnero - El Álamo |
| 529A  | Móstoles (Hospital Rey J. Carlos) - Navalcarnero - Batres     |
| 539   | Madrid (Príncipe Pío) - El Álamo                              |
| N505  | Madrid (Príncipe Pío) - Navalcarnero                          |

Las líneas 529 y 529A comunican el municipio con el hospital de referencia, el Rey Juan Carlos de Móstoles, vía Navalcanero, con salidas cada media hora, salvo excepciones. La línea 539 comunica el municipio con la capital, en un tiempo de en torno a 45 minutos, con salidas cada hora. Algunos tramos horarios han sido reforzados los días laborables, con salidas cada media hora.

### Por carretera
El municipio es atravesado por la M404, que lo conecta con la autovía A5 y la autopista de peaje R5, principales vías de comunicación con Madrid.

## Símbolos
El escudo heráldico y la bandera que representan al municipio fueron aprobados oficialmente el 20 de mayo de 1993. El escudo se blasona de la siguiente manera:

«De plata, una cruz latina de piedra sobre escalones, acompañada de dos álamos de su color, todo terrasado de verde. Al timbre Corona Real Española.»
Boletín Oficial del Estado nº 143 de 16 de junio de 1993

La descripción textual de la bandera es la siguiente:

«Proporción 2:3. Dividida diagonalmente desde el ángulo inferior del asta al superior de la batiente, de colores verde la parte del asta y blanco la opuesta; lleva en el centro el Escudo de Armas timbrado.»
Boletín Oficial del Estado nº 143 de 16 de junio de 1993

## Administración y política
El Ayuntamiento cuenta con una corporación de 17 concejales. En las últimas elecciones municipales, celebradas en mayo de 2023, el pleno se repartió de la siguiente forma:
PP: 7 concejales.
PSOE: 6 concejales.
A.C.ALA: 1 concejal.
VOX: 2 concejal.
Unidas Podemos: 1 concejal.
Actualmente gobierna en la localidad Alberto Cabezas (PP), tras la salida del ejecutivo local de Natalia Quintana (PP),quien tras ser alcaldesa del municipio durante más de 16 años consecutivos, y ganar las elecciones posicionando al Partido Popular como el partido ganador en El Álamo durante los últimos 20 años consecutivos, fue designada por la presidenta de la Comunidad de Madrid como directora general de Carreteras de la región.

## Servicios

### Educación
En la villa de El Álamo hay una escuela infantil pública, una casa de niños, una guardería privada, un colegio público de educación infantil y primaria, un instituto de educación secundaria y un colegio concertado de educación primaria y secundaria.

## Patrimonio
Iglesia de Santiago Apóstol, y la ermita Nuestra Señora de la Soledad, que data del siglo XVI y se encuentra situada en la avenida de Madrid, al norte del municipio. Es considerada el edificio de mayor antigüedad que se conserva en este término municipal. Su privilegiada ubicación al lado del camino, y el hecho de que contara con un pozo de abundante agua fresca, fue, entre otras características, lo que propició el episodio más celebrado de su devenir histórico: albergar durante una noche el cuerpo de San Isidro. Este acontecimiento se produce en 1619, cuando el rey Felipe III, a su regreso de un viaje a Portugal, enferma de gravedad, debiendo guardar reposo en Casarrubios. Los médicos, temiendo por su vida, recurren a la intercesión de San Isidro Labrador, cuyo cuerpo es trasladado desde la Corte hasta el lugar donde se encuentra el monarca. 
El viaje se realiza por el Camino Real de Extremadura; pero, ante la crudeza del clima otoñal, la comitiva se ve obligada a realizar varias paradas, entre las que se encuentra la de El Álamo. Según las crónicas de la época, la presencia de la reliquia en el pueblo y la recuperación del rey impactan gratamente a los alameños.
Ante el deseo de la población de que se oficiaran las misas en la ermita, y como prueba de la devoción que sentían por esta imagen vestidera de la Soledad, se crean los denominados “inventarios de alhajas”, que recogen todos los objetos sagrados y ropas litúrgicas que eran de uso exclusivo de dicha ermita. Actualmente la ermita se encuentra emplazada en la plaza de Aveizieux, pueblo francés hermanado con el municipio.

## Cultura

### Feria medieval
Se celebran en los días festivos del puente de mayo, es decir, los días 1 y 2 de mayo.
Acuden más de 100 artesanos, hay más de 250 puestos de artesanía de cualquier parte de España. Aparte del mercadillo, se celebran teatros de la época: dragones y mazmorras, bodas medievales, justas, aquelarres, etc. Es la fiesta más popular del municipio, contando en las últimas ediciones con más de 150 000 visitantes de toda España. Este mercado medieval está considerado como una de las ferias más importantes del panorama europeo, por la calidad de sus dramatizaciones, los kilómetros de la puesta en escena y por la magnificencia del evento. A ello contribuye, en gran medida, la Asociación Cultural "El Misterio de el tiempo, las mesnadas de El Álamo".
Se organiza desde 1996. Ha sido declarada en 2017 como Fiesta de Interés Turístico Regional de la Comunidad de Madrid.

### San Isidro
Se celebra el día 15 de mayo una tradicional romería, a las 13:30, desde la ermita de Nuestra Señora de la Soledad, hasta el Parque de San Isidro, donde toda la gente está invitada a degustar "cocido alameño", y después hay una competición de juegos populares, como la petanca.

### Fiestas patronales
Las fiestas patronales de El Álamo se desarrollan en honor al Santísimo Cristo de la Salud (patrón del pueblo), siendo el 2 de septiembre el día principal de las fiestas. Se celebran encierros de toros, también corridas de toros y novilladas, conciertos y bailes en la plaza, fuegos artificiales y muchas actividades más.